# Segunda División Profesional de Chile
La Segunda División Profesional de Chile corresponde a la tercera y última categoría profesional del fútbol en Chile. Es organizada por la Asociación Nacional de Fútbol Profesional (ANFP) perteneciente a la Federación de Fútbol de Chile.
Nace oficialmente el martes 22 de noviembre de 2011, luego de una propuesta aprobada en el consejo de presidentes de la Asociación Nacional de Fútbol Profesional (ANFP) y se llevó a cabo desde el año 2012, siendo la tercera categoría del fútbol chileno por encima de la Tercera División A de la Asociación Nacional de Fútbol Amateur de Chile (ANFA).
En esta división, participan actualmente un total de 14 equipos profesionales para el año 2024, por un cupo disponible a la Primera B, mediante lo cual el equipo campeón asciende automáticamente a dicha categoría. Por el contrario, los equipos que terminen en el penúltimo y último lugar de la tabla, descenderán a la Tercera División A.
Su actual campeón es Deportes Concepción, quién se coronó campeón durante la Temporada 2024 (tras la resta de 3 puntos a Deportes Melipilla por parte del tribunal de disciplina), lo que le permitió llegar a la Primera B y conseguir su primer título de la categoría. El equipo con más títulos es Iberia, con tres campeonatos.

## Historia
Luego de una propuesta en el consejo de presidentes de la ANFP en 2011, finalmente se decidió dar el visto bueno para el nacimiento de una nueva división del fútbol profesional chileno, esto tras una votación de 42 votos a favor y ocho en contra.
La idea básica era tener dentro de su competencia a seis clubes provenientes de la ANFA y seis clubes filiales de su misma asociación, de los cuales uno descendía a Tercera División y otro ascendía como campeón a la Primera B. Los equipos filiales, no podían bajar o subir de categoría. Los equipos debían incluir jugadores de hasta 25 años de edad, además de cuatro sin límite de edad, con la posibilidad de incorporar a dos extranjeros (solo en los equipos filiales). Los clubes no filiales podrían participar en el Campeonato Nacional de Cadetes y debían tener 4 series y alguna escuela de fútbol.[cita requerida] Las nuevas instituciones no podían participar en las reuniones de la ANFP. En cuanto a los requisitos para la primera licitación, los equipos debían haber sido socios de la ANFP en algún momento, por lo cual algunos equipos con tradición e historia tenían su oportunidad de volver a dicha asociación.

### Controversias
La ANFA mostró su molestia con la creación de este nuevo campeonato y decidió defender sus intereses, pues estos cambios significaban perder el cupo directo a la Primera B y el pago de millonarias sumas de dinero para ingresar al fútbol rentado.
En una de las reuniones entre las asociaciones, el ente rector de la Tercera División que pidió que también exista un ascenso directo desde su torneo a la Primera B, en contraste al ofrecimiento de la ANFP de entregarle dos cupos a la Segunda División, en lo cual no llegaron a consenso. Ante la imposibilidad de llegar a un acuerdo se corrió el riesgo de que la nueva división no se pudiese ejercer por la negativa de ANFA, sin embargo la negociación tuvo sus frutos y el campeonato de Segunda División Profesional pudo desarrollarse con normalidad, aunque sus bases y estatutos sufrieron modificaciones.

### Postulantes y retractores
Los clubes de Tercera División Deportes Ovalle, San Antonio Unido, Arturo Fernández Vial, Trasandino, Iberia, Colchagua, Deportes Temuco, Provincial Osorno y Deportes Valdivia retiraron las bases, ya que cumplían con los requisitos impuestos por la ANFP. Tiempo después cinco equipos desistieron de su postulación, pues el presidente de ANFA, Justo Álvarez afirmó que quienes fueran rechazados desde la ANFP no podrían retornar a Tercera División.
El cuadro definitivo de los seis equipos se conformó con Iberia, Deportes Temuco, Arturo Fernández Vial y Provincial Osorno. Deportes Copiapó llegó como descendido de la Primera B en 2011 y Deportes Melipilla fue invitado como una compensación a su descenso administrativo del año 2009. En su mayoría, los clubes cumpleron su cuaderno de cargos, aunque hubo un caso puntual donde afloraron las crisis y divisiones internas. Debido a un quiebre en su directiva, la sociedad anónima de Arturo Fernández Vial accedió a este torneo y fue reconocida por la ANFP, mientras la Corporación Club Deportivo Arturo Fernández Vial permaneció en Tercera División.

### Apoyo de la FIFA y comienzo convulsionado
Mientras la fecha autoimpuesta por la ANFP para definir las bases del torneo avanzaba, las disputas por los derechos e indemnizaciones con la ANFA seguían su curso. El 21 de febrero de 2012 (dos días antes del plazo límite) llegó un comunicado provieniente de la FIFA, donde declara su respeto por la autonomía al organismo del balompié rentado para formar la nueva categoría, con ello la Federación de Fútbol de Chile acuerda darle la oficialidad final a la nueva categoría. Así, y tras la confirmada participación de los equipos filiales de Audax Italiano B, Colo-Colo B, Rangers B, Unión Española B y Unión San Felipe B, el certamen dio su puntapié inicial. El primer partido que se disputó fue el 17 de marzo, donde la filial de Unión San Felipe venció por cuatro goles a dos a Deportes Copiapó.
El 20 de agosto de 2012 la ANFP les otorga un ultimátum a los seis clubes profesionales provenientes de Tercera División para que pagaran su inscripción antes del 27 de agosto de aquel año, siendo finalmente desafiliado solo Provincial Osorno al no llegar a acuerdo en el pago, con ello se zanja la suspensión que tuvo el Torneo y logra su continuidad hacia el término del mismo. Deportes Temuco no pudo participar de los playoffs de ascenso por un motivo similar y luego Fernández Vial corrió la misma desafiliacion que Provincial Osorno con lo que ambos clubes desafiliados debieron repostular a la Tercera División. Fernández Vial al contar con el club de la Corporación en dicha categoría, continúo solo en la Tercera División A, mientras Provincial Osorno ingresó recién el año 2014 a la Tercera División B.

## Patrocinios
| Período | Patrocinador |
| ------- | ------------ |
| 2021    | Pullman Bus  |
| 2022    | Grupo TX     |
| 2024    | La Liga 2D   |

## Sistema de campeonato
El Campeonato se desarrolla en dos etapas. La primera es una fase nacional de dos ruedas, que se disputará en la modalidad todos contra todos. La segunda en una modalidad grupal, de acuerdo a la clasificación de la primera etapa.

### Ascensos y descensos
Ascenderá de categoría, a la Primera B, el club que resulte campeón.
Mientras que el equipo que al término del Campeonato ocupe el último lugar en la tabla de posiciones de la liguilla de descenso descenderá de categoría a Tercera División.

## Equipos participantes
De los siguientes 14 clubes que participan en la Segunda División Profesional de la Temporada 2025, la lista incluye cinco exparticipantes de Primera División que son: Barnechea, Deportes Melipilla, Deportes Puerto Montt, Provincial Osorno y Trasandino, agregando también que la gran mayoría ha jugado al menos en alguna temporada en Primera B; Sin embargo, los equipos Brujas de Salamanca, Concón National,  Deportes Rengo, Provincial Ovalle, Real San Joaquín y Santiago City, nunca han jugado en una categoría superior. 
El equipo con más participaciones totales y consecutivas, recae en San Antonio Unido, que completa en la temporada 2025, 14 temporadas consecutivas en la categoría.
Los equipos de Brujas de Salamanca y Santiago City, serán debutantes en la categoría, para la temporada 2025.
| Barnechea                           | Santiago (Lo Barnechea)    | 23 de diciembre de 1929 | Cristián Muñoz     | Municipal de Lo Barnechea | 2 500  | Capelli   | Latamwin       |
| Brujas de Salamanca                 | Salamanca                  | 15 de mayo de 2015      | Jeremías Viale     | Municipal de Salamanca    | 3 000  | Playmaker | Salamanca      |
| Concón National                     | Concón                     | 8 de agosto de 1914     | Jonathan Orellana  | Atlético Municipal        | 3 000  | OneFit    | Concón         |
| Deportes Linares                    | Linares                    | 19 de noviembre de 1955 | Rodrigo Meléndez   | Tucapel Bustamante Lastra | 4 000  | OneFit    | Meymaq         |
| Deportes Melipilla                  | Melipilla                  | 24 de enero de 1992     | Víctor Quintanilla | Soinca Bata               | 1 000  | Givova    | Ariztía        |
| Deportes Puerto Montt               | Puerto Montt               | 6 de mayo de 1983       | Jaime Vera         | Chinquihue                | 10 000 | KS7       | PF Alimentos   |
| Deportes Rengo                      | Rengo                      | 18 de marzo de 1984     | Martín Garnero     | Guillermo Guzmán Díaz     | 3 000  | Givova    | Funny Bikes    |
| General Velásquez                   | San Vicente de Tagua Tagua | 8 de enero de 1908      | César Bustamante   | Augusto Rodríguez         | 3 000  | Andrómeda | Funny Games    |
| Provincial Osorno                   | Osorno                     | 3 de diciembre de 2012  | Diego Martínez     | Rubén Marcos Peralta      | 12 000 | TDeportes | Grupo Hijuelas |
| Provincial Ovalle                   | Ovalle                     | 1 de junio de 1942      | Felipe Cornejo     | Diaguita                  | 5 160  | Training  | Los Italianos  |
| Real San Joaquín                    | Santiago (San Joaquín)     | 15 de diciembre de 1998 | Jaime Lizama       | Municipal de San Joaquín  | 3 500  | Playmaker | Carnes Bilbao  |
| San Antonio Unido                   | San Antonio                | 21 de julio de 1961     | Fabián Marzuca     | Eugenio Castro González   | 5 000  | Acerbis   | WiClinic       |
| Santiago City                       | Santiago (Las Condes)      | 25 de mayo de 2020      | Luis Pérez Franco  | Municipal de Las Condes   | 500    | OneFit    | Passline       |
| Trasandino                          | Los Andes                  | 1 de abril de 1906      | Ramón Climent      | Regional de Los Andes     | 2 800  | Playmaker | Fintual        |
| Actualizado el 3 de febrero de 2025 |                            |                         |                    |                           |        |           |                |

## Equipos participantes Segunda División 2025
| Equipo                | Ciudad                     | Temporadas totales | Primera participación | Último ascenso a 1°B | Último descenso de 1°B | Último descenso a 3°A | Temporadas consecutivas | Títulos | Ubicación Torneo 2024 | Antigüedad |
| --------------------- | -------------------------- | ------------------ | --------------------- | -------------------- | ---------------------- | --------------------- | ----------------------- | ------- | --------------------- | ---------- |
| Barnechea             | Santiago                   | 2                  | 2016-17               | 2016-17              | 2024                   | -                     | 1                       | -       | 16° (1°B Div)         | 95 años    |
| Brujas de Salamanca   | Salamanca                  | 1                  | 2025                  | -                    | -                      | -                     | 1                       | -       | 2°(3° Div)            | 10 años    |
| Concón National       | Concón                     | 2                  | 2024                  | -                    | -                      | -                     | 2                       | -       | 9°                    | 111 años   |
| Deportes Linares      | Linares                    | 8                  | 2013                  | 1994                 | -                      | 2020                  | 3                       | -       | 10°                   | 69 años    |
| Deportes Melipilla    | Melipilla                  | 9                  | 2012                  | 2017                 | 2022                   | 2009                  | 3                       | -       | 2°                    | 33 años    |
| Deportes Puerto Montt | Puerto Montt               | 5                  | 2013                  | 2014-15              | 2023                   |                       | 1                       | 2       | 3°                    | 42 años    |
| Deportes Rengo        | Rengo                      | 3                  | 2023                  | -                    | -                      | -                     | 3                       | -       | 4°                    | 41 años    |
| General Velásquez     | San Vicente de Tagua Tagua | 8                  | 2018                  | 1986                 | 1990                   | 1990                  | 8                       | -       | 6°                    | 117 años   |
| Provincial Osorno     | Osorno                     | 4                  | 2017                  | -                    | -                      | 2012                  | 3                       | -       | 7°                    | 12 años    |
| Provincial Ovalle     | Ovalle                     | 2                  | 2024                  | -                    | -                      | -                     | 2                       | -       | 8°                    | 83 años    |
| Real San Joaquín      | Santiago                   | 4                  | 2022                  | -                    | -                      | -                     | 4                       | -       | 12°                   | 26 años    |
| San Antonio Unido     | San Antonio                | 14                 | 2013                  | -                    | 1983                   | 1983                  | 14                      |         | 5°                    | 64 años    |
| Santiago City         | Santiago                   | 1                  | 2025                  | -                    | -                      | -                     | 1                       | -       | 1°(3° Div)            | 5 años     |
| Trasandino            | Los Andes                  | 9                  | 2013                  | -                    | -                      | 2017                  | 4                       | -       | 11°                   | 119 años   |

## Palmarés

### Campeonatos por temporada
| Año             | Campeón                   | Subcampeón          |
| --------------- | ------------------------- | ------------------- |
| 2012            | Iberia (1)                | Deportes Temuco     |
| Transición 2013 | Iberia (2)                | Trasandino          |
| 2013-14         | Iberia (3)                | San Antonio Unido   |
| 2014-15         | Deportes Puerto Montt (1) | San Antonio Unido   |
| 2015-16         | Deportes Valdivia (1)     | Deportes Santa Cruz |
| 2016-17         | Barnechea (1)             | Deportes Melipilla  |
| Transición 2017 | Deportes Vallenar (1)     | Naval               |
| 2018            | Deportes Santa Cruz (1)   | General Velásquez   |
| 2019            | San Marcos de Arica (1)   | Colchagua           |
| 2020            | Fernández Vial (1)        | Lautaro de Buin     |
| 2021            | Deportes Recoleta (1)     | Iberia              |
| 2022            | San Marcos de Arica (2)   | General Velásquez   |
| 2023            | Deportes Limache (1)      | Deportes Melipilla  |
| 2024            | Deportes Concepción (1)   | Deportes Melipilla  |

### Títulos por equipo
Actualizado el 31 de octubre de 2024
| Club                  | Campeón | Subcampeón | Temp. Campeón         | Temp. Subcampeón    |
| --------------------- | ------- | ---------- | --------------------- | ------------------- |
| Iberia                | 3       | 1          | 2012, T-2013, 2013-14 | 2021                |
| San Marcos de Arica   | 2       | 0          | 2019, 2022            |                     |
| Deportes Santa Cruz   | 1       | 1          | 2018                  | 2015-16             |
| Deportes Puerto Montt | 1       | 0          | 2014-15               |                     |
| Deportes Valdivia     | 1       | 0          | 2015-16               |                     |
| Barnechea             | 1       | 0          | 2016-17               |                     |
| Deportes Vallenar     | 1       | 0          | T-2017                |                     |
| Fernández Vial        | 1       | 0          | 2020                  |                     |
| Deportes Recoleta     | 1       | 0          | 2021                  |                     |
| Deportes Limache      | 1       | 0          | 2023                  |                     |
| Deportes Concepción   | 1       | 0          | 2024                  |                     |
| Deportes Melipilla    | 0       | 3          |                       | 2016-17, 2023, 2024 |
| San Antonio Unido     | 0       | 2          |                       | 2013-14, 2014-15    |
| General Velásquez     | 0       | 2          |                       | 2018, 2022          |
| Deportes Temuco       | 0       | 1          |                       | 2012                |
| Trasandino            | 0       | 1          |                       | T-2013              |
| Naval                 | 0       | 1          |                       | T-2017              |
| Colchagua             | 0       | 1          |                       | 2019                |
| Lautaro de Buin       | 0       | 1          |                       | 2020                |

### Títulos por región
| Región             | Títulos | Subtítulos | Clubes                                                   |
| ------------------ | ------- | ---------- | -------------------------------------------------------- |
| Bio-Bío            | 5       | 2          | Iberia (3), Fernández Vial (1) , Deportes Concepción (1) |
| Metropolitana      | 2       | 4          | Barnechea (1), Deportes Recoleta (1)                     |
| Arica y Parinacota | 2       | 0          | San Marcos de Arica (2)                                  |
| O'Higgins          | 1       | 4          | Deportes Santa Cruz (1)                                  |
| Valparaíso         | 1       | 3          | Deportes Limache (1)                                     |
| Los Lagos          | 1       | 0          | Deportes Puerto Montt (1)                                |
| Los Ríos           | 1       | 0          | Deportes Valdivia (1)                                    |
| Atacama            | 1       | 0          | Deportes Vallenar (1)                                    |
| La Araucanía       | 0       | 1          |                                                          |

### Goleadores por torneo
| Año             | Jugador               | Club                       | Goles |
| --------------- | --------------------- | -------------------------- | ----- |
| 2012            | Camilo Melivilú       | Audax Italiano B           | 17    |
| 2012            | Ricardo Parada        | Deportes Copiapó           | 17    |
| Transición 2013 | Alfredo Rojas         | Iberia                     | 11    |
| 2013-14         | Miguel Ángel Orellana | Iberia                     | 22    |
| 2014-15         | José Torres           | Malleco Unido              | 23    |
| 2015-16         | Jorge Guajardo        | Deportes Valdivia          | 16    |
| 2016-17         | Felipe Venegas        | Barnechea                  | 18    |
| 2016-17         | Francisco Lara        | Deportes Santa Cruz        | 18    |
| Transición 2017 | Steffan Pino          | Deportes Recoleta          | 12    |
| Transición 2017 | José Torres           | Malleco Unido              | 12    |
| 2018            | Milton Alegre         | General Velásquez          | 14    |
| 2019            | Roberto Riveros       | Colchagua                  | 12    |
| 2019            | Nahuel Donadell       | General Velásquez          | 12    |
| 2020            | Matías Rubio          | Deportes Recoleta          | 11    |
| 2021            | Milton Alegre         | Independiente de Cauquenes | 15    |
| 2022            | Bairon Monroy         | San Marcos de Arica        | 13    |
| 2023            | Diego Bielkiewicz     | Provincial Osorno          | 15    |
| 2024            | Ignacio Mesías        | Deportes Concepción        | 19    |

### Entrenadores campeones

#### Listado de entrenadores campeones
| Año     | Entrenador      | Equipo                |
| ------- | --------------- | --------------------- |
| 2012    | Ronald Fuentes  | Deportes Iberia       |
| 2013    | Ronald Fuentes  | Deportes Iberia       |
| 2013-14 | Ronald Fuentes  | Deportes Iberia       |
| 2014-15 | Erwin Durán     | Deportes Puerto Montt |
| 2015-16 | Hugo Balladares | Deportes Valdivia     |
| 2016-17 | Jorge Contreras | Barnechea             |
| 2017    | Ramón Climent   | Deportes Vallenar     |
| 2018    | Osvaldo Hurtado | Deportes Santa Cruz   |
| 2019    | Felipe Cornejo  | San Marcos de Arica   |
| 2020    | Claudio Rojas   | Fernández Vial        |
| 2021    | Felipe Núñez    | Deportes Recoleta     |
| 2022    | Hernán Peña     | San Marcos de Arica   |
| 2023    | Víctor Rivero   | Deportes Limache      |
| 2024    | Manuel Suárez   | Deportes Concepción   |

#### Entrenadores campeones en Segunda División Profesional
| Entrenador      | Títulos | Temporada           |
| --------------- | ------- | ------------------- |
| Ronald Fuentes  | 3       | 2012, 2013, 2013-14 |
| Erwin Durán     | 1       | 2014-15             |
| Hugo Balladares | 1       | 2015-16             |
| Jorge Contreras | 1       | 2016-17             |
| Ramón Climent   | 1       | 2017                |
| Osvaldo Hurtado | 1       | 2018                |
| Felipe Cornejo  | 1       | 2019                |
| Claudio Rojas   | 1       | 2020                |
| Felipe Núñez    | 1       | 2021                |
| Hernán Peña     | 1       | 2022                |
| Víctor Rivero   | 1       | 2023                |
| Manuel Suárez   | 1       | 2024                |

## Ascensos y descensos a Primera B
| Año     | Descendidos a Segunda División | Ascendidos desde Segunda División |
| 2011    | Deportes Copiapó               | Ninguno                           |
| 2012    | Deportes Puerto Montt          | Deportes Copiapó                  |
| 2013-14 | Naval                          | Iberia                            |
| 2014-15 | Lota Schwager                  | Deportes Puerto Montt             |
| 2015-16 | Barnechea                      | Deportes Valdivia                 |
| 2016-17 | Ninguno                        | Barnechea                         |
| 2017    | Iberia                         | Deportes Melipilla                |
| 2018    | San Marcos de Arica            | Deportes Santa Cruz               |
| 2019    | Ninguno                        | San Marcos de Arica               |
| 2020    | Deportes Valdivia              | Fernández Vial                    |
| 2021    | San Marcos de Arica            | Deportes Recoleta                 |
| 2022    | Deportes Melipilla             | San Marcos de Arica               |
| 2023    | Deportes Puerto Montt          | Deportes Limache                  |
| 2024    | Barnechea                      | Deportes Concepción               |

### Cantidad de ascensos y descensos por equipo a Segunda División
| Equipo                | Total | Temp. Ascensos | Temp. Descensos |
| --------------------- | ----- | -------------- | --------------- |
| San Marcos de Arica   | 4     | 2019, 2022     | 2018, 2021      |
| Deportes Puerto Montt | 3     | 2014-15        | 2012, 2023      |
| Barnechea             | 3     | 2016-17        | 2015-16, 2024   |
| Deportes Melipilla    | 2     | 2017           | 2022            |
| Deportes Copiapó      | 2     | 2012           | 2011            |
| Iberia                | 2     | 2013-14        | 2017            |
| Deportes Valdivia     | 2     | 2015-16        | 2020            |
| Fernández Vial        | 2     | 2020           | 2022            |
| Deportes Santa Cruz   | 1     | 2018           |                 |
| Deportes Recoleta     | 1     | 2021           |                 |
| Deportes Limache      | 1     | 2023           |                 |
| Deportes Concepcion   | 1     | 2024           |                 |
| Naval                 | 1     |                | 2013-14         |
| Lota Schwager         | 1     |                | 2014-15         |

## Ascensos y descensos a Tercera División
| Año     | Descendidos a Tercera División                          | Ascendidos desde Tercera División                                                    |
| 2011    | Ninguno                                                 | Deportes Melipilla, Deportes Temuco, Iberia, Provincial Osorno, Fernández Vial       |
| 2012    | Provincial Osorno, Fernández Vial                       | Trasandino, Deportes Linares, San Antonio Unido, Deportes Valdivia                   |
| T-2013  | Ninguno                                                 | Malleco Unido                                                                        |
| 2013-14 | Ninguno                                                 | Deportes Maipo Quilicura, Municipal Mejillones, Deportes Ovalle, Deportes La Pintana |
| 2014-15 | Deportes Maipo Quilicura                                | Colchagua, Deportes Santa Cruz                                                       |
| 2015-16 | Deportes Ovalle, Deportes Linares, Municipal Mejillones | Independiente, Deportes Vallenar                                                     |
| 2016-17 | Trasandino, Lota Schwager                               | Deportes Osorno, Deportes Recoleta                                                   |
| T 2017  | Naval, Deportes Osorno, Deportes La Pintana             | General Velásquez, Fernández Vial                                                    |
| 2018    | Malleco Unido                                           | Lautaro de Buin, Deportes Colina                                                     |
| 2019    | Ninguno                                                 | Deportes Linares, Deportes Concepción                                                |
| 2020    | Deportes Linares, Deportes Vallenar                     | Deportes Limache, Rodelindo Román                                                    |
| 2021    | Deportes Colina, Colchagua                              | Trasandino, Real San Joaquín                                                         |
| 2022    | Independiente, Rodelindo Román                          | Deportes Linares, Provincial Osorno                                                  |
| 2023    | Iberia, Deportes Valdivia                               | Provincial Ovalle, Concón National                                                   |
| 2024    | Fernández Vial, Lautaro de Buin                         | Santiago City, Brujas de Salamanca                                                   |

### Cantidad de ascensos y descensos por equipo a Tercera División
| Equipo                     | Total | Temp. Ascensos   | Temp. Descensos |
| -------------------------- | ----- | ---------------- | --------------- |
| Deportes Linares           | 5     | 2012, 2019, 2022 | 2015-16, 2020   |
| Fernández Vial             | 4     | 2011, 2017       | 2012, 2024      |
| Trasandino                 | 3     | 2012, 2021       | 2016-17         |
| Deportes Provincial Osorno | 3     | 2016-17, 2022    | T-2017          |
| Provincial Osorno          | 2     | 2011             | 2012            |
| Deportes Maipo Quilicura   | 2     | 2013-14          | 2014-15         |
| Deportes Ovalle            | 2     | 2013-14          | 2015-16         |
| Municipal Mejillones       | 2     | 2013-14          | 2015-16         |
| Malleco Unido              | 2     | T-2013           | 2018            |
| Colchagua                  | 2     | 2014-15          | 2021            |
| Deportes Vallenar          | 2     | 2015-16          | 2020            |
| Independiente              | 2     | 2015-16          | 2022            |
| Deportes Colina            | 2     | 2018             | 2021            |
| Rodelindo Román            | 2     | 2020             | 2022            |
| Iberia                     | 2     | 2011             | 2023            |
| Deportes Valdivia          | 2     | 2011             | 2023            |
| Lautaro de Buin            | 2     | 2018             | 2024            |
| Deportes Melipilla         | 1     | 2011             |                 |
| Deportes Temuco            | 1     | 2011             |                 |
| San Antonio Unido          | 1     | 2012             |                 |
| Deportes La Pintana        | 1     | 2013-14          |                 |
| Deportes Santa Cruz        | 1     | 2014-15          |                 |
| Deportes Recoleta          | 1     | 2016-17          |                 |
| Deportes Concepción        | 1     | 2019             |                 |
| Deportes Limache           | 1     | 2020             |                 |
| Real San Joaquín           | 1     | 2021             |                 |
| Provincial Ovalle          | 1     | 2023             |                 |
| Concón National            | 1     | 2023             |                 |
| Lota Schwager              | 1     |                  | 2016-17         |
| Santiago City              | 1     | 2024             |                 |
| Brujas de Salamanca        | 1     | 2024             |                 |

## Equipos participantes de la Segunda División de Chile
Tomando en cuentas las cortas temporadas de la división solo 44 equipos han participado en al menos un torneo de la categoría destacándose 38 equipos profesionales y 6 filiales de equipos de Primera División entre los torneos de 2012 hasta el 2025.
| Pos. | Club                       | Temporadas | Primera participación | Última participación   | División actual      |
| 1    | San Antonio Unido          | 14         | T-2013                | Actualmente en Segunda | Segunda División     |
| 2    | Deportes Melipilla         | 10         | 2012                  | Actualmente en Segunda | Segunda División     |
| 3    | Trasandino                 | 9          | T-2013                | Actualmente en Segunda | Segunda División     |
| 4    | Iberia                     | 8          | 2012                  | 2023                   | Tercera B            |
| 5    | Deportes Linares           | 8          | T-2013                | Actualmente en Segunda | Segunda División     |
| 6    | General Velásquez          | 8          | 2018                  | Actualmente en Segunda | Segunda División     |
| 7    | Deportes Valdivia          | 7          | T-2013                | 2023                   | Tercera B            |
| 7    | Colchagua                  | 8          | 2015-2016             | 2021                   | Tercera A            |
| 9    | Independiente              | 7          | 2016-2017             | 2022                   | Asociación de Origen |
| 10   | Fernández Vial             | 6          | 2012                  | 2024                   | Tercera A            |
| 11   | Malleco Unido              | 6          | 2013-2014             | 2018                   | Tercera A            |
| 12   | Lautaro de Buin            | 6          | 2019                  | 2024                   | Tercera A            |
| 13   | Deportes Concepción        | 5          | 2020                  | 2024                   | Primera B            |
| 14   | Deportes Puerto Montt      | 5          | T-2013                | Actualmente en Segunda | Segunda División     |
| 15   | Deportes Vallenar          | 5          | 2016-2017             | 2020                   | Tercera B            |
| 16   | Deportes Recoleta          | 5          | T-2017                | 2021                   | Primera B            |
| 17   | Naval                      | 4          | 2014-2015             | T-2017                 | Tercera A            |
| 18   | Deportes La Pintana        | 4          | 2014-2015             | T-2017                 | En receso            |
| 19   | Deportes Santa Cruz        | 4          | 2015-2016             | 2018                   | Primera B            |
| 20   | Deportes Provincial Osorno | 4          | T-2017                | Actualmente en Segunda | Segunda División     |
| 21   | Real San Joaquín           | 4          | 2022                  | Actualmente en Segunda | Segunda División     |
| 22   | Deportes Colina            | 3          | 2019                  | 2021                   | Tercera A            |
| 23   | Deportes Limache           | 3          | 2021                  | 2023                   | Primera División     |
| 24   | Deportes Rengo             | 3          | 2023                  | Actualmente en Segunda | Segunda División     |
| 25   | Deportes Temuco            | 2          | 2012                  | 2013                   | Primera B            |
| 26   | Municipal Mejillones       | 2          | 2014-2015             | 2015-2016              | Tercera A            |
| 27   | Deportes Ovalle            | 2          | 2014-2015             | 2015-2016              | En receso            |
| 28   | Lota Schwager              | 2          | 2015-2016             | 2016-2017              | Tercera A            |
| 29   | San Marcos de Arica        | 2          | 2019                  | 2022                   | Primera B            |
| 30   | Rodelindo Román            | 2          | 2021                  | 2022                   | En receso            |
| 31   | Provincial Ovalle          | 2          | 2024                  | Actualmente en Segunda | Segunda División     |
| 32   | Concón National            | 2          | 2024                  | Actualmente en Segunda | Segunda División     |
| 33   | Deportes Copiapó           | 1          | 2012                  | 2012                   | Primera B            |
| 34   | Provincial Osorno          | 1          | 2012                  | 2012                   | Desaparecido         |
| 35   | Deportes Maipo Quilicura   | 1          | 2014-2015             | 2014-2015              | Desaparecido         |
| 36   | Barnechea                  | 1          | 2016-2017             | 2016-2017              | En receso            |
| 37   | Brujas de Salamanca        | 1          | 2025                  | Actualmente en Segunda | Segunda División     |
| 38   | Santiago City              | 1          | 2025                  | Actualmente en Segunda | Segunda División     |

## Tabla histórica de la Segunda División de Chile
- La tabla histórica de la Segunda División Profesional abarca desde los torneos 2012 hasta el torneo 2024.

| Pos | Club                     | 2012 | 2013 | 13/14 | 14/15 | 15/16 | 16/17 | T17 | 2018 | 2019 | 2020 | 2021 | 2022 | 2023 | 2024 | Pts. | T.J | P.J. | GF  | GC  | Dif |
| --- | ------------------------ | ---- | ---- | ----- | ----- | ----- | ----- | --- | ---- | ---- | ---- | ---- | ---- | ---- | ---- | ---- | --- | ---- | --- | --- | --- |
| 1.  | San Antonio Unido        | -    | 37   | 47    | 68    | 56    | 47    | 30  | 30   | 29   | 28   | 30   | 29   | 40   | 39   | 510  | 13  | 331  | 458 | 412 | +46 |
| 2.  | Deportes Melipilla       | 33   | 15   | 35    | 45    | 43    | 61    | 26  | -    | -    | -    | -    | -    | 47   | 54   | 359  | 9   | 244  | 348 | 289 | +59 |
| 3.  | Iberia                   | 55   | 48   | 48    | -     | -     | -     | -   | 44   | 30   | 28   | 40   | 28   | 22   | -    | 343  | 9   | 216  | 338 | 251 | +87 |
| 4.  | Trasandino               | -    | 43   | 33    | 40    | 47    | 29    | -   | -    | -    | -    | -    | 29   | 34   | 30   | 285  | 8   | 199  | 288 | 304 | -16 |
| 5.  | Deportes Valdivia        | -    | 26   | 33    | 53    | 63    | -     | -   | -    | -    | -    | 27   | 35   | 20   | -    | 257  | 7   | 163  | 275 | 241 | +34 |
| 6.  | General Velásquez        | -    | -    | -     | -     | -     | -     | -   | 41   | 32   | 33   | 31   | 36   | 29   | 37   | 239  | 7   | 170  | 218 | 193 | +25 |
| 7.  | Colchagua                | -    | -    | -     | -     | 43    | 42    | 27  | 28   | 42   | 29   | 18   | -    | -    | -    | 229  | 7   | 184  | 238 | 259 | -21 |
| 8.  | Malleco Unido            | -    | -    | 28    | 46    | 51    | 38    | 27  | 25   | -    | -    | -    | -    | -    | -    | 215  | 6   | 168  | 236 | 238 | -2  |
| 9.  | Independiente            | -    | -    | -     | -     | -     | 37    | 24  | 36   | 27   | 28   | 32   | 21   | -    | -    | 205  | 7   | 169  | 228 | 265 | -37 |
| 10. | Deportes Santa Cruz      | -    | -    | -     | -     | 57    | 56    | 31  | 51   | -    | -    | -    | -    | -    | -    | 195  | 4   | 114  | 185 | 120 | +65 |
| 11. | Lautaro de Buin          | -    | -    | -     | -     | -     | -     | -   | -    | 22   | 41   | 32   | 32   | 37   | 27   | 191  | 6   | 143  | 190 | 215 | -25 |
| 12. | Deportes Puerto Montt    | -    | 30   | 46    | 69    | -     | -     | -   | -    | -    | -    | -    | -    | -    | 42   | 187  | 4   | 85   | 161 | 99  | +62 |
| 13. | Deportes Linares         | -    | 24   | 33    | 33    | 22    | -     | -   | -    | -    | 18   | -    | -    | 25   | 30   | 185  | 7   | 169  | 217 | 308 | -91 |
| 14. | Fernández Vial           | 24   | -    | -     | -     | -     | -     | -   | 31   | 31   | 45   | -    | -    | 40   | 6    | 177  | 6   | 153  | 187 | 190 | -3  |
| 15. | Deportes Recoleta        | -    | -    | -     | -     | -     | -     | 28  | 27   | 34   | 37   | 48   | -    | -    | -    | 174  | 5   | 116  | 176 | 155 | +21 |
| 16. | Deportes La Pintana      | -    | -    | -     | 49    | 55    | 41    | 20  | -    | -    | -    | -    | -    | -    | -    | 165  | 4   | 98   | 189 | 184 | +5  |
| 17. | Deportes Concepción      | -    | -    | -     | -     | -     | -     | -   | -    | -    | 21   | 23   | 26   | 31   | 57   | 158  | 5   | 118  | 145 | 149 | -4  |
| 18. | Naval                    | -    | -    | -     | 32    | 47    | 45    | 32  | -    | -    | -    | -    | -    | -    | -    | 156  | 4   | 118  | 165 | 161 | +4  |
| 19. | Deportes Vallenar        | -    | -    | -     | -     | -     | 33    | 38  | 33   | 32   | 20   | -    | -    | -    | -    | 156  | 5   | 126  | 146 | 165 | -19 |
| 20. | Deportes Limache         | -    | -    | -     | -     | -     | -     | -   | -    | -    | -    | 35   | 28   | 61   | -    | 124  | 3   | 70   | 107 | 68  | +39 |
| 21. | Provincial Osorno        | 32   | -    | -     | -     | -     | -     | 16  | -    | -    | -    | -    | -    | 34   | 36   | 118  | 4   | 92   | 105 | 121 | -16 |
| 22. | Audax Italiano B         | 46   | 42   | 29    | -     | -     | -     | -   | -    | -    | -    | -    | -    | -    | -    | 117  | 3   | 72   | 151 | 109 | +42 |
| 23. | San Marcos de Arica      | -    | -    | -     | -     | -     | -     | -   | -    | 52   | -    | -    | 43   | -    | -    | 95   | 2   | 48   | 71  | 32  | +39 |
| 24. | Deportes Temuco          | 51   | 42   | -     | -     | -     | -     | -   | -    | -    | -    | -    | -    | -    | -    | 93   | 2   | 50   | 88  | 63  | +25 |
| 25. | Colo-Colo B              | 39   | 36   | 14    | -     | -     | -     | -   | -    | -    | -    | -    | -    | -    | -    | 89   | 3   | 72   | 121 | 159 | -38 |
| 26. | Real San Joaquín         | -    | -    | -     | -     | -     | -     | -   | -    | -    | -    | -    | 30   | 26   | 27   | 83   | 3   | 74   | 80  | 113 | -33 |
| 27. | Lota Schwager            | -    | -    | -     | -     | 44    | 34    | -   | -    | -    | -    | -    | -    | -    | -    | 78   | 2   | 68   | 77  | 97  | -20 |
| 28. | Deportes Colina          | -    | -    | -     | -     | -     | -     | -   | -    | 35   | 22   | 19   | -    | -    | -    | 76   | 3   | 68   | 84  | 111 | -27 |
| 29. | Municipal Mejillones     | -    | -    | -     | 29    | 41    | -     | -   | -    | -    | -    | -    | -    | -    | -    | 70   | 2   | 68   | 88  | 122 | -34 |
| 30. | Deportes Rengo           | -    | -    | -     | -     | -     | -     | -   | -    | -    | -    | -    | -    | 26   | 39   | 65   | 2   | 52   | 65  | 63  | +2  |
| 31. | Barnechea                | -    | -    | -     | -     | -     | 62    | -   | -    | -    | -    | -    | -    | -    | -    | 62   | 1   | 32   | 70  | 35  | +35 |
| 32. | Unión Española B         | 25   | 14   | 20    | -     | -     | -     | -   | -    | -    | -    | -    | -    | -    | -    | 59   | 3   | 72   | 107 | 169 | -62 |
| 33. | Deportes Copiapó         | 57   | -    | -     | -     | -     | -     | -   | -    | -    | -    | -    | -    | -    | -    | 57   | 1   | 32   | 69  | 44  | +25 |
| 34. | Unión San Felipe B       | 56   | -    | -     | -     | -     | -     | -   | -    | -    | -    | -    | -    | -    | -    | 56   | 1   | 28   | 61  | 36  | +25 |
| 35. | Rodelindo Román          | -    | -    | -     | -     | -     | -     | -   | -    | -    | -    | 27   | 24   | -    | -    | 51   | 2   | 44   | 50  | 59  | -9  |
| 36. | Deportes Ovalle          | -    | -    | -     | 45    | 0     | -     | -   | -    | -    | -    | -    | -    | -    | -    | 45   | 2   | 15   | 15  | 19  | -4  |
| 37. | Provincial Ovalle        | -    | -    | -     | -     | -     | -     | -   | -    | -    | -    | -    | -    | -    | 33   | 33   | 1   | 26   | 28  | 31  | -3  |
| 38. | Concón National          | -    | -    | -     | -     | -     | -     | -   | -    | -    | -    | -    | -    | -    | 32   | 32   | 1   | 26   | 33  | 36  | -3  |
| 39. | Ñublense B               | -    | 17   | 8     | -     | -     | -     | -   | -    | -    | -    | -    | -    | -    | -    | 25   | 2   | 44   | 47  | 122 | -75 |
| 40. | Deportes Maipo-Quilicura | -    | -    | -     | 18    | -     | -     | -   | -    | -    | -    | -    | -    | -    | -    | 18   | 1   | 15   | 6   | 23  | -17 |
| 41. | Rangers B                | 11   | -    | -     | -     | -     | -     | -   | -    | -    | -    | -    | -    | -    | -    | 11   | 1   | 28   | 23  | 51  | -28 |
| 42. | Brujas de Salamanca      | -    | -    | -     | -     | -     | -     | -   | -    | -    | -    | -    | -    | -    | -    | -    | 1   | -    | -   | -   | -   |
| 43. | Santiago City            | -    | -    | -     | -     | -     | -     | -   | -    | -    | -    | -    | -    | -    | -    | -    | 1   | -    | -   | -   | -   |

|  | En Segunda División 2025 |